# Joseph Klatzmann
Pour les articles homonymes, voir Klatzmann.
Joseph Klatzmann, né le 27 janvier 1921 à Paris 14e et mort le 16 juin 2008 à l'hôpital de la Pitié-Salpêtrière, est un résistant, ingénieur agronome, professeur de statistique français. Il a consacré sa carrière à l'économie rurale, notamment celle du jeune État d'Israël, et à la vulgarisation de la statistique et de la démographie.

## Biographie

### Jeunesse et études
Joseph Klatzmann est ingénieur agronome, docteur ès lettres, statisticien diplômé de l'Institut de statistique de l'université de Paris.

### Parcours professionnel
Il est administrateur à l'Institut national de la statistique et des études économiques (INSEE) de 1944 à 1964.
Parallèlement à cette occupation, il devient en 1959, directeur d'études à la VIe section de l'École pratique des hautes études devenue, en 1975, l’École des hautes études en sciences sociales (EHESS).
De 1961 à 1964, il est conseiller technique à la Société d'études pour le développement économique et social (SEDES) 
De 1965 à 1990, il est professeur d'économie à l'Institut national agronomique, 
Depuis 1968, il est membre de l'Académie d'agriculture de France,
Depuis 1971, il est membre du comité central de l'Alliance israélite universelle,
De 1979 à 2001, il est membre de la commission des comptes de l'agriculture de la nation. 
De 1987 à 1991, il est président de la Société française d'économie rurale.

## Distinctions
- Chevalier de la Légion d'honneur en 1979 par le ministère de l'Agriculture[2]
- Officier de la Légion d'honneur en 1993 par le ministère de la Recherche et de l'Espace[3] ;
- chevalier des Palmes académiques.
- Grand prix d'agriculture de la Ville de Paris, en 1989.